# شمعون حسمونی

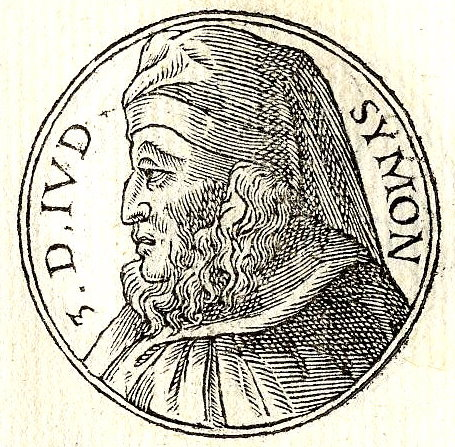
نگاره‌ای مربوط به سدهٔ شانزدهم میلادی از شمعون حسمونی

شمعون حسمونی ملقب به تأسیس (Thassis) (مرگ ۱۳۴ پیش از میلاد) دومین پسر ماتاتیاس مکابی و از اعضای دودمان حسمونی بود.

## زندگی
ماتاتیاس آنگاه که در بستر مرگ بود، مستشاری یهودیه را به شمعون سپرد. او بر نیکانور تاخت، ولی از او شکست خورد. آنگاه که یهودا مکابی مرد، شمعون و برادرش یوناتان مکابی وی را در آرامگاه خانوادگیشان در مودیعین-مکابیم-ریعوت به خاک‌سپردند. سپس شمعون مبدل به دست راست یوناتان در نبرد با سلوکیان گردید. در زمان فرمانروایی تروفون، یوناتان در نقطهٔ اوج قدرت بود. او در این زمان (۱۴۵-۱۴۳ پیش از میلاد) شمعون را فرمانده نظامی سواحل اسرائیل نمود. در ۱۴۳ پیش از میلاد، یوناتان به دست تروفون اسیر شد. در این زمان شمعون عهده‌دار فرمانروایی حسمونی گردید. او استحکامات یهودیه را تقویت نمود و در ضمن کوشید تا آزادی برادر را از تروفون بخرد، ولی در این کار ناکام بود و یوناتان به دست تروفون کشته شد. شمعون سپس در درگیری داخلی میان سلوکیان، از دیمتریوس دوم در به دست آوردن تاج و تخت سلوکی پشتیبانی نمود. با پیروزی دیمتریوس او از ادعایش بر یهودیه صرف نظر کرد. بدین‌سان در ۱۴۲ پیش از میلاد یهودیه به استقلال دست یافت. از اقدامات دیگر شمعون گشودن گزر و یهودی‌سازی آن بود. پس از این زمان یهودیه مدتی را در صلح گذراند. او همچنین روابط یهودیه را با اسپارت و روم نوسازی نمود.
از ۱۴۰ پیش از میلاد جایگاه شمعون مورد تأیید یهود قرارگرفت. از آن پس مقامات یهودیه، از جمله فرماندهان نظامی، فرمانداران و کاهنان اعظم از میان فرزندان شمعون برگزیده می‌شدند و اینگونه دودمان حسمونی شکل گرفت.
در زمان آنتیوخوس هفتم، دوباره استقلال یهودیه در معرض تهدید قرار گرفت. آنتیوخوس سرداری به نام کندبایوس را در رأش لشکری برای چیرگی بر یهودیه گسیل‌داشت، ولی این لشکر به دست پسران شمعون در هم شکسته شد. اندکی پس از این رویداد، شمعون هنگامی که به سفری در اریحا رفته‌بود، به دست دامادش بطلمیوس پسر ابوبوس کشته‌شد. این قتل با توطئهٔ سلوکیان انجام‌پذیرفت. پس از او پسرش هورکانوس جانشین پدر شد.

## ریشهٔ لقب تاسی
دربارهٔ ریشهٔ لقب او -تأسیس- اختلاف نظر است. پاره‌ای آن را برگرفته از واژه‌هایی عبری چون تُسِس (به عبری: תֹּ וֵסס) -به معنای نیرومند- یا توشیش (به عبری: תָּׁשוּשׁ) -به معنای سُست- انگاشته‌اند. گروه دیگری آن را دگرگون‌شدهٔ نام‌های عبری و سوری آسی و تارسی دانسته‌اند.